# مطار فيلادلفيا الدولي
مطار فيلادلفيا الدولي (بالإنجليزية: Philadelphia International Airport)(إياتا: PHL، إيكاو: KPHL، معرف الموقع إف إيه إيه: PHL) هو مطار دولي يقع في مدينة فيلادلفيا في ولاية بنسيلفانيا هو أكبر مطار في منطقة وادي ديلاوير في ولاية بنسلفانيا. ويعتبر الحادي عشر عالميا من ناحية حركة الطائرات في عام 2008. يخدم المطار 9.8 مليون مسافر سنويًا في عام 2021، مما يجعله المطار الحادي والعشرين الأكثر ازدحامًا في الولايات المتحدة. يقع المطار على بعد 7 أميال (11 كم) من منطقة وسط المدينة ويضم 22 شركة طيران تقدم ما يقرب من 500 رحلة مغادرة يومية إلى أكثر من 130 وجهة حول العالم.
المطار خامس أكبر مركز لشركة الخطوط الجوية الأمريكية ومركزها الرئيسي في شمال شرق الولايات المتحدة بالإضافة إلى بوابتها الرئيسية إلى أوروبا وعبر المحيط الأطلسي. بالإضافة إلى ذلك، المطار مركز إقليمي للشحن لشركة خطوط يو بي إس ومركز لخطوط فرونتير الجوية. للمطار رحلات إلى مدن الولايات المتحدة وكندا ومنطقة البحر الكاريبي وأمريكا اللاتينية وأوروبا والشرق الأوسط. اعتبارًا من صيف 2019، هناك رحلات جوية من المطار إلى 140 وجهة، 102 محلية و38 دولية.
يقع أغلب المطار في فيلادلفيا، تقع المحطة A (المحطة الدولية)، والطرفين الغربي والجنوبي للمطار، في بلدة تينيكوم، مقاطعة ديلاوير. المطار مبني على مساحة 2302 فدانًا (932 هكتارًا) وله أربعة مدارج. المطار مهم في اقتصادات فيلادلفيا ومنطقة وادي ديلاوير الحضرية. أفاد مكتب طيران الكومنولث في مراقب الخدمة الجوية في بنسلفانيا أن التأثير الاقتصادي الإجمالي الذي أحدثته مطارات الولاية في عام 2004 بلغ 22 مليار دولار. يساهم المطار 15.4 مليار دولار في عام 2017 و96000 وظيفة مباشرة وغير مباشرة مع 5.4 مليار دولار من إجمالي الأرباح.

## نبذة تاريخية
منذ عام 1927 خصص موقع باسم «مطار مدينة فيلادلفيا» ضمن حقل التدريب الخاص بطياري الحرس الوطني الأمريكي. ومع ذلك، لم يكن هناك مبان خاصة بالمطار حتى عام 1940، وبسبب ذلك استخدمت شركات الطيران في المطار الحقل المجاور في كامدن، نيوجرسي كبديل حتى اكتمال بناء مبنى صالة الركاب.

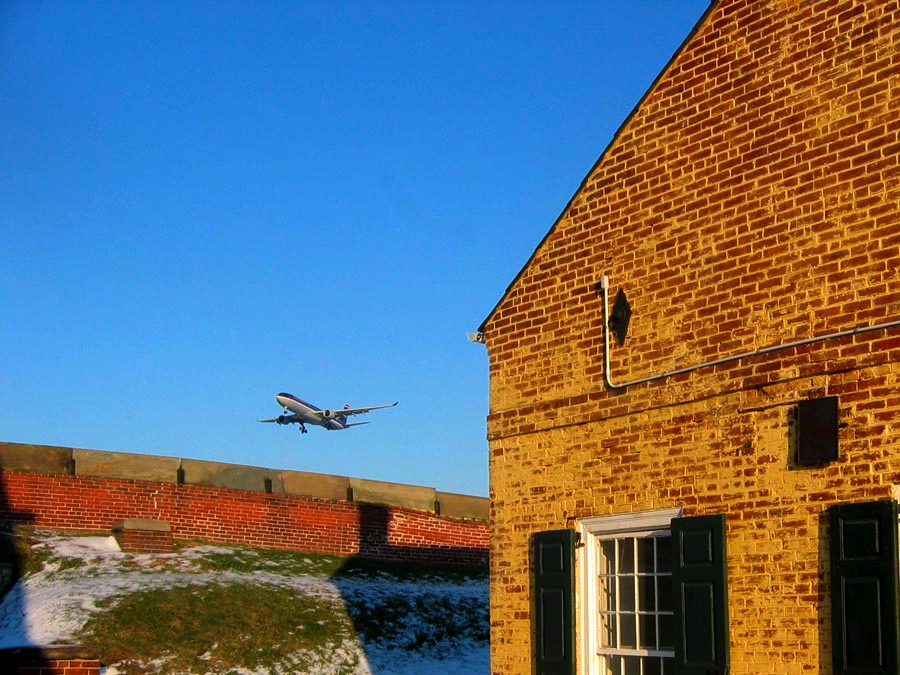
ايرباص A330 تقلع من مطار فيلادلفيا، كما ترى من فورت ميفلين

### استخدام الحرب العالمية الثانية
خلال الحرب العالمية الثانية استخدم المطار لتدريب طياري القوة الجوية الأولى في القوات الجوية الأمريكية.
ابتداء من عام 1940، كانت مقرا للرحلات التدريبية لمدرسة تدريب علوم الطيران بكوتفيل بموجب عقد مع سلاح الجو، وبعد الهجوم على بيرل هاربر، تولى جناح المقاتلات بفيلادلفيا ضمن وحدة قيادة المقاتلات لسلاح الجو الأمريكي مهام الدفاع الجوي في وادي ديلاوير من المطار طوال فترة الحرب، وكانت مقرا لتنظيم الوحدات الجوية المقاتلة ومركزا لتجميع وتدريب هذه الوحدات قبل إرسالها إلى مطارات التدريب المتقدم، أو التي يجري نشرها في الخارج.
في يونيو 1943، انتقلت قيادة المطار إلى اختصاص قيادة الخدمات الفنية الجوية من جيش القوات الجوية المتخصصة في عمرة وصيانة الطائرات، وإعادتهم إلى الخدمة الفعلية. بالإضافة إلى ذلك، أنشأت قيادة التدريب في القوات الجوية مدرسة فيلكو للتدريب في 1 يناير 1943 والتي تختص في مجال تصليح الراديو والعمليات.
طوال عام 1945، بدأت القوات الجوية في تقليص استخدام المطار، وعادت إلى السيطرة المدنية الكاملة في أيلول / سبتمبر.

### الاستخدام الحديث
أصبح مطار فيلادلفيا المحلي مطارا دوليا في عام 1945، عندما بدأت الخطوط الجوية الأمريكية لما وراء البحار رحلاتها إلى أوروبا.
في عام 1980، استضاف المطار محور عمليات عدة. فيما بعد رفع القيود التنظيمية عن شركات الطيران في عام 1978 حتى عام 1982، أدارت شركة طيران إقليمية صغيرة تسمى خطوط التاير الجوية مركزها الصغير في المطار باستخدام طائرات من طراز فوكر اف 28 من الطائرات النفاثة. بتسيير رحلات جوية إلى وجهات إقليمية مثل روتشستر وهارتفورد، وإلى ولاية فلوريدا. أغلقت شركة الطيران في عام 1982. وفي منتصف عام 1980 افتتحت إيسترن أيرلاينز مركزا في المبنى C. إلا أن الشركة انهارت في اواخر عام 1980 وتم بيع الطائرات وتأجير البوابة إلى شركة ميدواي ايرلاينز ومقرها شيكاغو حتى تصفيتها في عام 1991. خلال عام 1980، أنشأت يو إس إيرويز قاعدة لعملياتها في المطار.
أصبحت يو إس إيرويز الناقل المهيمن في المطار خلال الثمانينات ووالتسعينات وتحولت غالبية عملياتها من مركز بيتسبرغ إلى مطار فيلادلفيا في عام 2003. وفي عام 2004 أعلنت خطوط ساوث ويست الجوية أنها ستبدأ رحلاتها من مطار فيلادلفيا، مما شكل تحديا لبعض الوجهات ليو إس إيرويز المهمة في الساحل الشرقي والأسواق في الوسط الغربي من الولايات المتحدة الأمريكية، وهي أكبر منافس لها في مطار فيلادلفيا.
اليوم، ومطار فيلادلفيا هو واحد من أكثر المطارات ازدحاما في العالم، وبين الأسرع نموا في الولايات المتحدة. وعلى مكانتها باعتبارها مركزا ليو إس إيرويز ونمو خطوط ساوث وست الجوية وغيرها من شركات الطيران منخفضة التكلفة قد ساعدت حركة المسافرين لتصل إلى مستويات قياسية في عام 2004، وبما مجموعه 28.507.420 راكبا عن طريق فيلادلفيا، بزيادة 15.5 ٪ مقارنة مع عام 2003. وفي 2005 31.502.855 راكب، مما يمثل زيادة بنسبة 10 ٪ منذ عام 2004. وفي عام 2006 31.768.272 راكب، مما يمثل زيادة بنسبة 0.9 ٪.

## شركات الطيران والوجهات

### المسافرون
| شركـات طيـران            | الوجهات | Refs          |
| ------------------------ | --- | ------------- |
| أير لينغس                | مطار دبلن الدولي | [ 18 ]        |
| Air Canada Express       | مطار مونتريال الدولي، مطار تورونتو بيرسون الدولي | [ 19 ]        |
| خطوط آلاسكا الجوية       | مطار سياتل تاكوما الدولي | [ 20 ]        |
| الخطوط الجوية الأمريكية  | مطار سخيبول أمستردام، مطار الملكة بياتريس الدولي، مطار هارتسفيلد جاكسون، مطار أوستن برغستروم الدولي، مطار برشلونة الدولي، مطار لوجان الدولي، Cancún، Charleston (SC) ‏، مطار شارلوت دوغلاس الدولي، مطار أوهير الدولي، مطار دالاس فورت ورث الدولي، مطار دنفر الدولي، مطار حمد الدولي، مطار دبلن الدولي، Fort Lauderdale ‏، Fort Myers ‏، مطار أوين روبرتس الدولي، مطار جورج بوش الدولي، مطار جاكسونفيل الدولي، Kansas City ‏، Key West ‏، مطار هاري ريد الدولي، مطار لشبونة، مطار لندن هيثرو، مطار لوس أنجلوس الدولي، مطار مدريد باراخاس الدولي، مطار ميامي الدولي، مطار سانجستر الدولي، مطار ناشفيل الدولي، Nassau، مطار نيو اورليانز لويس أرمسترونغ الدولي، مطار أورلاندو الدولي، مطار باريس شارل ديغول، مطار فينيكس سكاي هاربر الدولي، مطار بيتسبرغ الدولي ‏، Portland (ME) ‏، Providenciales، Punta Cana ‏، Raleigh/Durham، مطار ليوناردو دا فينشي، مطار سانت لويس الدولي، مطار الأميرة جوليانا الدولي، St. Thomas ‏، مطار سان دييغو الدولي، مطار سان فرانسيسكو الدولي، مطار لويس مارين مونيوز، مطار سياتل تاكوما الدولي، مطار تامبا الدولي، مطار بالم بيتش الدولي، مطار زيورخ الدولي موسمي: مطار أثينا الدولي، Bangor، برمودا، Burlington (VT) ‏، Cincinnati، Cleveland، Columbus–Glenn، مطار كوبنهاغن (تبدأ في 6 يونيو 2024)، مطار ديترويت، مطار هاليفاكس الدولي، مطار إنديانابوليس الدولي، Milwaukee، مطار منيابولس سانت بول الدولي، Myrtle Beach ‏، مطار نابولي (تبدأ في 5 يونيو 2024)، مطار نيس كوت دازور (تبدأ في 6 مايو 2024)، مطار بورتلاند الدولي، Providence، St. Lucia–Hewanorra ‏، مطار سولت ليك سيتي الدولي، مطار سان أنطونيو الدولي (تبدأ في 5 يونيو 2024)، Savannah، مطار البندقية ماركو بولو | [ 24 ]        |
| إمريكان إيغل             | Albany، Asheville، مطار هارتسفيلد جاكسون، Bangor، Birmingham (AL) ‏، مطار بوفالو نياغارا الدولي ‏، Burlington (VT) ‏، Charleston (SC) ‏، Charlottesville (VA) ‏ (تنتهي في 4 ديسمبر 2023)، Cincinnati، Cleveland، Columbia (SC) ‏، Columbus–Glenn، Dayton، مطار ديترويت، مطار فورت واين الدولي، Grand Rapids ‏، Greensboro، Greenville/Spartanburg، مطار هاريسبورغ الدولي ‏، Hartford، مطار جورج بوش الدولي، مطار إنديانابوليس الدولي، مطار جاكسونفيل الدولي، Kansas City ‏، Knoxville، Lexington، Louisville، Madison، Manchester (NH) ‏، مطار ممفيس الدولي، Milwaukee، مطار منيابولس سانت بول الدولي، مطار مونتريال الدولي، Myrtle Beach ‏، مطار ناشفيل الدولي، مطار لاغوارديا، Norfolk، Pensacola، مطار بيتسبرغ الدولي ‏، Portland (ME) ‏، Providence، Raleigh/Durham، Richmond، Roanoke، Rochester (NY) ‏، مطار سانت لويس الدولي، Salisbury، Savannah، State College ‏، Syracuse، مطار تورونتو بيرسون الدولي، مطار رونالد ريغان الوطني، Watertown (NY) ‏، Wilmington (NC) ‏ موسمي: Cozumel، مطار دايتونا بيتش الدولي، Destin/Fort Walton Beach ‏، مطار هاليفاكس الدولي، Hilton Head ‏، Martha's Vineyard ‏، Nantucket، Panama City (FL) ‏، Nassau، Québec City ‏، Sarasota، Traverse City ‏ | [ 24 ]        |
| الخطوط الجوية البريطانية | مطار لندن هيثرو | [ 27 ]        |
| Contour Airlines         | Altoona، Ogdensburg، Plattsburgh | [ 28 ] [ 29 ] |
| خطوط دلتا الجوية         | مطار هارتسفيلد جاكسون، مطار ديترويت، مطار منيابولس سانت بول الدولي، مطار سولت ليك سيتي الدولي | [ 30 ]        |
| Delta Connection         | مطار لوجان الدولي | [ 31 ]        |
| Discover Airlines        | مطار فرانكفورت | [ 32 ] [ 33 ] |
| خطوط فرونتير الجوية      | مطار هارتسفيلد جاكسون، مطار لوجان الدولي، Cancún، مطار شارلوت دوغلاس الدولي، مطار ميدواي الدولي، Cincinnati، مطار دالاس فورت ورث الدولي، مطار دنفر الدولي (تنتهي في 15 يناير 2024)، Fort Lauderdale ‏، Fort Myers ‏، مطار جاكسونفيل الدولي، مطار ميامي الدولي، مطار ناشفيل الدولي، مطار نيو اورليانز لويس أرمسترونغ الدولي، مطار أورلاندو الدولي، Punta Cana ‏، Raleigh/Durham، مطار لويس مارين مونيوز، Sarasota، مطار تامبا الدولي موسمي: Charleston (SC) ‏، Cleveland، مطار جورج بوش الدولي، Myrtle Beach ‏، مطار لاس أمريكا الدولي (تبدأ في 17 ديسمبر 2023)، مطار بالم بيتش الدولي | [ 36 ]        |
| خطوط جيت بلو الجوية      | مطار لوجان الدولي | [ 37 ]        |
| خطوط ساوث ويست الجوية    | مطار هارتسفيلد جاكسون، مطار ميدواي الدولي، مطار دنفر الدولي، مطار ناشفيل الدولي، مطار أورلاندو الدولي، مطار سانت لويس الدولي، مطار تامبا الدولي موسمي: Dallas–Love، Fort Lauderdale ‏، Houston–Hobby، مطار هاري ريد الدولي، مطار فينيكس سكاي هاربر الدولي، مطار بالم بيتش الدولي | [ 38 ]        |
| خطوط سبيريت الجوية       | مطار هارتسفيلد جاكسون، Cancún، Charleston (SC) ‏، مطار ديترويت، Fort Lauderdale ‏، مطار جورج بوش الدولي، مطار هاري ريد الدولي، مطار لوس أنجلوس الدولي، مطار ميامي الدولي، مطار ناشفيل الدولي، مطار أورلاندو الدولي، مطار لويس مارين مونيوز موسمي: Fort Myers ‏ (تسأنف في 16 نوفمبر 2023)،، Myrtle Beach ‏، Punta Cana ‏، مطار تامبا الدولي | [ 40 ]        |
| خطوط بلاد الشمس الجوية   | موسمي: مطار منيابولس سانت بول الدولي | [ 41 ]        |
| الخطوط الجوية المتحدة    | مطار أوهير الدولي، مطار دنفر الدولي، مطار جورج بوش الدولي، مطار سان فرانسيسكو الدولي | [ 42 ]        |
| United Express           | مطار أوهير الدولي، مطار جورج بوش الدولي، مطار نيوآرك ليبرتي الدولي | [ 42 ]        |

### الشحن
| شركـات طيـران          | الوجهات |
| ---------------------- | --- |
| طيران إيه بي أكس       | موسمي: مطار ميامي الدولي |
| Amerijet International | Ontario، Sacramento |
| دي إتش إل للطيران      | Cincinnati |
| فيديكس إكسبرس          | مطار لوجان الدولي، Greensboro، مطار إنديانابوليس الدولي، مطار ممفيس الدولي، مطار واشنطن دولس الدولي موسمي: Hartford |
| طيران كاليتا           | موسمي: Ontario، Louisville |
| خطوط يو بي إس الجوية   | Albany، Albany (GA) ‏، مطار هارتسفيلد جاكسون، مطار لوجان الدولي، مطار بوفالو نياغارا الدولي ‏، مطار أوهير الدولي، مطار شيكاغو روكفورد الدولي، مطار كولونيا بون الدولي، Columbia (SC) ‏، مطار دنفر الدولي، Des Moines ‏، مطار ديترويت، East Midlands ‏، مطار هاريسبورغ الدولي ‏، Hartford، مطار هونغ كونغ الدولي، مطار لندن ستانستد، Long Beach ‏، Louisville، Manchester (NH) ‏، مطار ميامي الدولي، مطار منيابولس سانت بول الدولي، مطار نيوآرك ليبرتي الدولي، مطار جون إف كينيدي الدولي، مطار أوكلاند الدولي (الولايات المتحدة)، Ontario، مطار أورلاندو الدولي، مطار باريس شارل ديغول، مطار بيتسبرغ الدولي ‏، مطار فينيكس سكاي هاربر الدولي، مطار بورتلاند الدولي، Raleigh/Durham، Richmond، San Bernardino ‏، مطار سان خوسيه الدولي، مطار تامبا الدولي، مطار بالم بيتش الدولي موسمي: Providence |
| Western Global         | موسمي: مطار شيكاغو روكفورد الدولي |

## الإحصائيات

### أهم الوجهات
| الرتبة | المدينة                       | الركاب  | الناقل                                         |
| ------ | ----------------------------- | ------- | ---------------------------------------------- |
| 1      | مطار أورلاندو الدولي          | 915,000 | الأمريكية، فرونتير، جيت بلو، ساوث ويست، سيبريت |
| 2      | مطار هارتسفيلد جاكسون         | 788,000 | الأمريكية، دلتا، فرونتير، ساوث ويست، سيبريت    |
| 3      | مطار أوهير الدولي             | 531,000 | الأمريكية، المتحدة                             |
| 4      | مطار دالاس فورت ورث الدولي    | 528,000 | الأمريكية، فرونتير، سيبريت                     |
| 5      | مطار ميامي الدولي             | 491,000 | الأمريكية، فرونتير، سيبريت                     |
| 6      | مطار لوجان الدولي             | 468,000 | الأمريكية، دلتا، فرونتير، جيت بلو              |
| 7      | مطار شارلوت دوغلاس الدولي     | 436,000 | الأمريكية، فرونتير                             |
| 8      | مطار فينيكس سكاي هاربر الدولي | 405,000 | الأمريكية، فرونتير، ساوث ويست                  |
| 9      | Fort Lauderdale، Florida ‏     | 397,000 | الأمريكية، جيت بلو، ساوث ويست، سيبريت، فرونتير |
| 10     | مطار لوس أنجلوس الدولي        | 395,000 | الأمريكية، سيبريت                              |

| الرتبة | المطار                          | الركاب  | الناقل                     |
| ------ | ------------------------------- | ------- | -------------------------- |
| 1      | كانكون، المكسيك                 | 474,185 | الأمريكية، فرونتير، سيبريت |
| 2      | مطار لندن هيثرو                 | 392,315 | الأمريكية، البريطانية      |
| 3      | مطار سانجستر الدولي             | 243,520 | الأمريكية، فرونتير، سيبريت |
| 4      | مطار تورونتو بيرسون الدولي      | 226,225 | طيران كندا، الأمريكية      |
| 5      | مطار دبلن الدولي                | 225,557 | إير ليغنس، الأمريكية       |
| 6      | مطار حمد الدولي                 | 224,362 | القطرية                    |
| 7      | Punta Cana، Dominican Republic ‏ | 203,994 | الأمريكية، فرونتير، سيبريت |
| 8      | مطار ليوناردو دا فينشي          | 138,411 | الأمريكية                  |
| 9      | مطار باريس شارل ديغول           | 129,273 | الأمريكية                  |
| 10     | مطار سخيبول أمستردام            | 114,936 | الأمريكية                  |

### شركات الطيران
| الرتبة | الناقل                  | الركاب     | الحصة  |
| ------ | ----------------------- | ---------- | ------ |
| 1      | الخطوط الجوية الأمريكية | 16,093,591 | 63.75% |
| 2      | خطوط فرونتير الجوية     | 2,783,263  | 11.02% |
| 3      | خطوط سبيريت الجوية      | 1,665,724  | 6.59%  |
| 4      | خطوط دلتا الجوية        | 1,514,612  | 6.00%  |
| 5      | خطوط ساوث ويست الجوية   | 1,137,392  | 4.51%  |

### عدد المسافرون السنوي
شاهد source Wikidata query and sources.
| السنة | الركاب                 | السنة | الركاب     |
| ----- | ---------------------- | ----- | ---------- |
| 2023  | 18,605,110 (حتى أغسطس) | 2011  | 30,839,175 |
| 2022  | 25,242,133             | 2010  | 30,775,961 |
| 2021  | 19,638,387             | 2009  | 30,669,564 |
| 2020  | 11,865,006             | 2008  | 31,834,725 |
| 2019  | 33,018,886             | 2007  | 32,211,439 |
| 2018  | 31,691,956             | 2006  | 31,768,272 |
| 2017  | 29,585,754             | 2005  | 31,495,385 |
| 2016  | 30,155,090             | 2004  | 28,507,420 |
| 2015  | 31,444,403             | 2003  | 24,671,075 |
| 2014  | 30,740,242             | 2002  | 24,799,470 |
| 2013  | 30,504,112             | 2001  | 24,553,310 |
| 2012  | 30,252,816             |       |            |